# Kerry Godliman

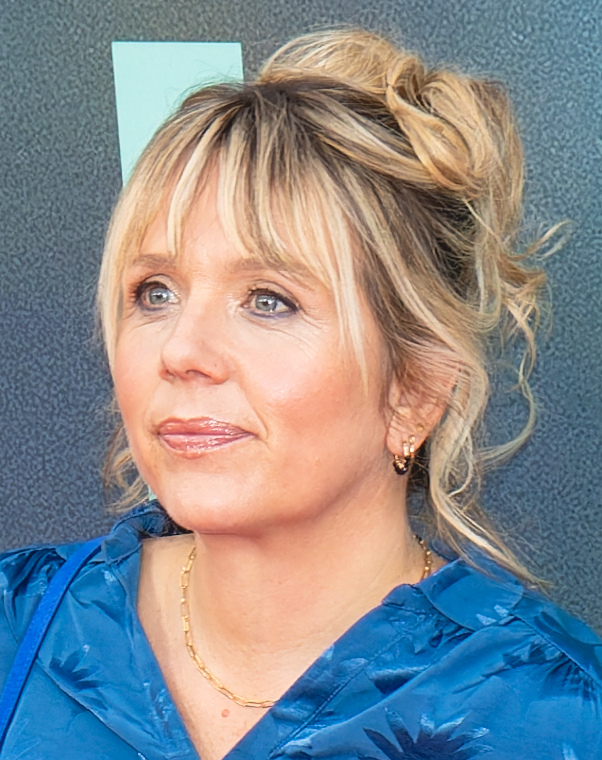
Kerry Godliman (2024)

Kerry Anna Godliman (* 17. November 1973) ist eine englische Schauspielerin und Komikerin. 

## Leben
Godliman wurde am 17. November 1973 in Perivale, London geboren. Sie machte ihre Ausbildung am Rose Bruford College in London. Godliman ist verheiratet mit Ben Abell. Das Paar hat zwei Kinder und lebt im Süden von London.

## Karriere

### Fernsehen
Am Anfang der 2000er Jahre war Godliman in verschiedenen Fernseh-Produktionen zu sehen, wie zum Beispiel Spoons, Home Time und Rush Hour. In der Channel 4 sitcom Derek von Ricky Gervais spielte sie Hannah. Außerdem war sie als Belinda Dawes in Our Girl und Liz Carter in Caters Get Rich zu sehen.
2017 war sie Teilnehmerin in der siebten Staffel der Comedy-Gameshow Taskmaster mit Greg Davies und Alex Horne und gewann diese nach 10 Folgen.
Von 2019 bis 2022 spielte sie in drei Staffeln Lisa in Ricky Gervais' Comedy-Serie After Life. 2023 spielte sie Stella Maitland in der vier-teiligen Drama-Serie Nur für Erwachsene, die von Channel 4 ausgestrahlt wurde.

### Radio
Im August 2014 nahm Godliman das erste Mal bei dem BBC Radio 4 Quiz Just a Minute teil. 2017 trat sie zusammen mit Stephanie Cole in einer Folge von John Finnemore's Double Acts und mit Marcus Brigstocke in The Wilsons Save the World auf.

### Stand-Up Comedy
Godliman trat im Laufe ihrer Karriere regelmäßig als Stand-Up Comedian auf, zum Beispiel im Rahmen der Fernsehserie Live at the Apollo. Im Januar 2022 trat sie mit ihrer Show Bosh in den Blackkeath Halls in London auf.

## Filmografie (Auswahl)
(Quelle: )

### Filme
| Jahr | Titel            | Rolle                      | Anmerkungen   |
| ---- | ---------------- | -------------------------- | ------------- |
| 2016 | Mascots          | Sarah Golly                |               |
| 2017 | Vor uns das Meer | Bear und Swan Landlady     |               |
| 2024 | We Live in Time  | Jane                       |               |
| 2025 | Spinal Tap II    | noch nicht bekannt gegeben | in Produktion |

### Fernsehen
| Jahr      | Titel                             | Rolle                                           | Anmerkungen                                                  |
| --------- | --------------------------------- | ----------------------------------------------- | ------------------------------------------------------------ |
| 1998      | Casualty                          | Polizistin                                      | Staffel 13; Folge 9: "Public Service"                        |
| 1999      | The Knock                         | Tammy                                           | Staffel 4; Folge 4                                           |
| 1999      | Daylight Robbery                  | Pflegerin                                       | Staffel 1; Folge 2                                           |
| 2003      | Murder in Mind                    | Polizistin Rhys                                 | Staffel 3; Folge 4: "Suicide"                                |
| 2003      | Holby City                        | Karen Donnelly                                  | Staffel 5; Folge 45: "On the Inside"                         |
| 2004      | The Bill                          | Lisa Turner                                     | Staffel 20; Folge 1: "Trust Means Nothing"                   |
| 2005      | My Hero                           | Rezeptionistin                                  | Staffel 5; Folge 1: "The Foresight Saga"                     |
| 2005      | The Quatermass Experiment         | Mrs. Matthews                                   | Fernsehfilm                                                  |
| 2005      | Spoons                            | verschiedene Rollen                             | Folge 1–6                                                    |
| 2006–2008 | Law of the Playground             | sie selbst                                      | Staffel 1 & 2; 13 Folgen                                     |
| 2007      | Gina's Laughing Gear              |                                                 | Folge 3: "Driving Me Mad"                                    |
| 2007      | Rush Hour                         | wetteifernde Mutter / die Frau von Rock's Vater | Folge 1–6                                                    |
| 2007      | Extras                            | Abteilungsleiterin                              | Staffel 2; Folge 7: "The Extra Special Series Finale"        |
| 2008      | Poppy Shakespeare                 | Verna                                           | Fernsehfilm                                                  |
| 2009      | Doctors                           | Tonya Potter                                    | Staffel 10; Folge 215: "Cows"                                |
| 2009      | Home Time                         | Becky Hogg                                      | Folge 1–6                                                    |
| 2010      | Miranda                           | Michelle                                        | Staffel 2; Folge 1: "The New Me"                             |
| 2011      | Silk - Roben aus Seide            | Polizistin Wendy Banks                          | Staffel 1; Folge 2: "High and Dry"                           |
| 2011      | Life's Too Short                  | Nachbarin                                       | Staffel 1; Folge 4                                           |
| 2012      | White Van Man                     | Polizistin Winslow                              | Staffel 2; Folge 6: "Crime and Punishment"                   |
| 2012      | Dead Boss                         | Mrs. Cole                                       | Mini-Serie; Folge 1                                          |
| 2012      | Getting On                        | Tania Barfoot                                   | Staffel 3; Folge 2                                           |
| 2012–2014 | Derek                             | Hannah                                          | Staffel 1 & 2; 14 Folgen                                     |
| 2013      | Mayday                            | Amelia                                          | Mini-Serie; Folge 2 & 5                                      |
| 2013      | Frankie                           | Nicky Humphries                                 | Folge 6                                                      |
| 2013      | Him & Her                         | Lorraine                                        | Staffel 4; Folge 1: "The Morning"                            |
| 2013–2014 | Eine Frau an der Front            | Belinda Dawes                                   | Fernsehfilm (Pilot) and Staffel 1; 3 Folgen                  |
| 2015      | The Delivery Man                  | Linda Fisher                                    | Folge 1: "Youth"                                             |
| 2015      | Crackanory                        | Connie                                          | Staffel 3; Folge 6: "Unlucky for Sam & Bob's House"          |
| 2016      | Moving On                         | Mel                                             | Staffel 7; Folge 3: "A Picture of Innocence"                 |
| 2016      | Comedy Playhouse                  | Cathy                                           | Staffel 17; Folge 3: "Stop/Start"                            |
| 2016      | Jack and Dean of All Trades       | Ellen                                           | Staffel 1; Folge 3: "Dad Men"                                |
| 2016      | Murder in Successville            | Helen                                           | Staffel 2; Folge 6: "Memoirs"                                |
| 2017      | Carters Get Rich                  | Liz Carter                                      | Folge 1–6                                                    |
| 2017–2018 | Bad Move                          | Nicky Rawlings                                  | Staffel 1 & 2; 9 Folgen                                      |
| 2018      | Damned                            | Beth Grimond (Schulleiterin)                    | Staffel 2; Folge 2                                           |
| 2018      | Bliss                             | Elise                                           | Staffel 2 & 5                                                |
| 2018      | Rob Beckett's Playing for Time    | Peggy Aytean                                    | Folge 1–4                                                    |
| 2018      | Taskmaster                        | sich selbst                                     | Staffel 7; Folge 1–10, und Staffel 9; Folge 5                |
| 2018–2020 | Save Me                           | Teens                                           | Staffel 1 & 2; 10 Folgen                                     |
| 2019      | Call the Midwife - Ruf des Lebens | Ena Schroeder                                   | Staffel 8; Folge 8                                           |
| 2019      | Treadstone                        | Carol                                           | Folge 1 & 6: "The Cicada Protocol" und "The Hades Awakening" |
| 2019–2021 | Frayed                            | Bambi / Bunny                                   | Staffel 1; Folge 1, und Staffel 2; Folge 3                   |
| 2019–2022 | After Life                        | Lisa Johnson                                    | Staffel 1–3; 18 Folgen                                       |
| 2020      | Richard Osman's House of Games    | sie selbst                                      | Staffel 3; Folge 66–70 (Woche 14)                            |
| 2020      | Nur für Erwachsene                | Stella Maitland                                 | Folge 1–4                                                    |
| 2021–2024 | Whitstable Pearl                  | Pearl Nolan                                     | Staffel 1–3; 18 Folgen                                       |
| 2022      | The Undeclared War                | Angie McMurray                                  | Staffel 1; Folge 4–6                                         |
| 2022–2024 | Trigger Point                     | Sonya Reeves                                    | Staffel 1 & 2; 10 Folgen                                     |